# Gürtelfischer
Der Gürtelfischer (Megaceryle alcyon) ist ein großer, auffälliger und lauter Eisvogel, der in der Nearktis verbreitet ist. Aufgrund von Lebensraumvernichtung ist die Zahl der Vögel zurückgegangen. Es werden mehrere Unterarten unterschieden.

## Erscheinungsbild

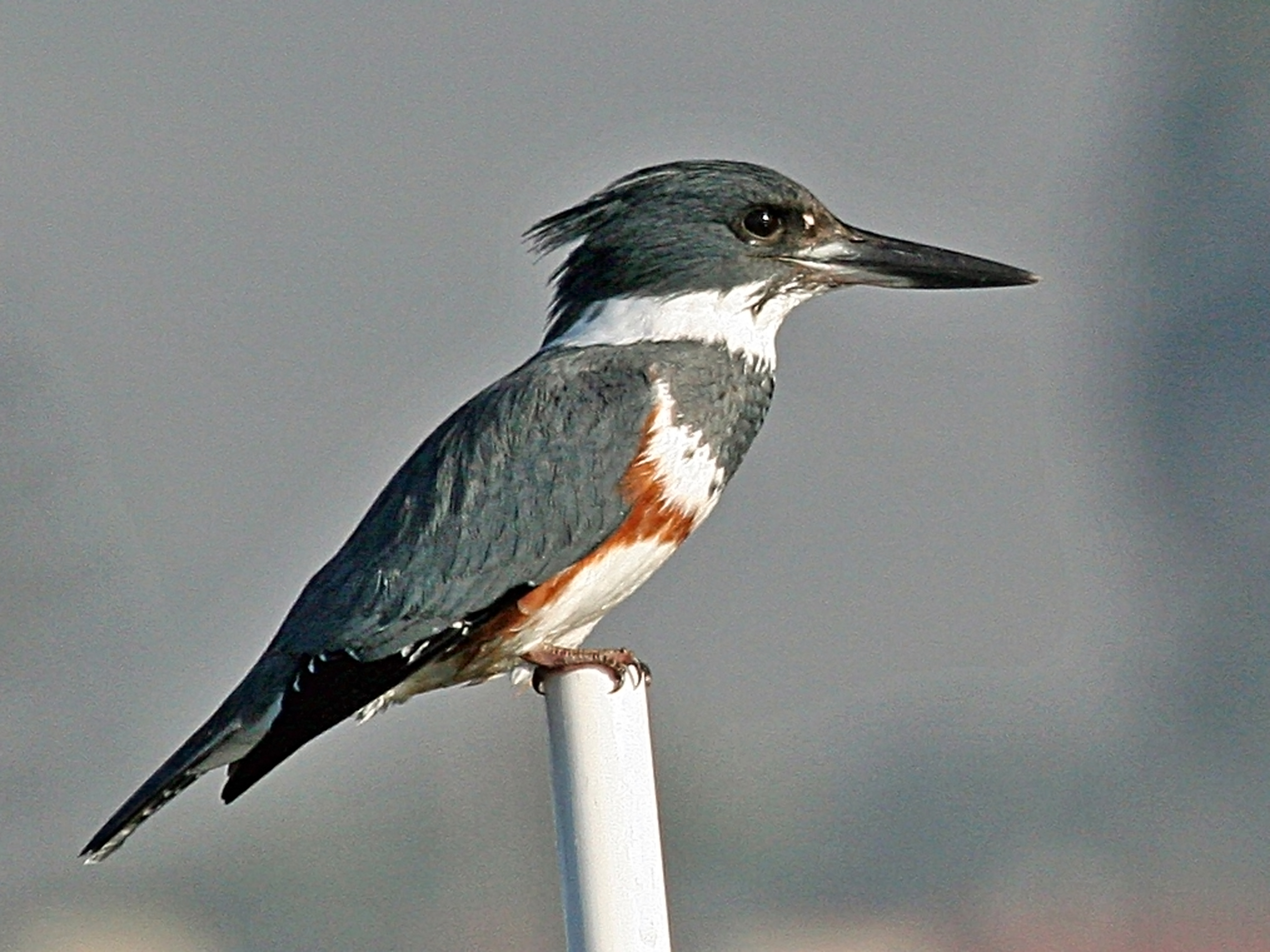
Ausgewachsenes Weibchen

Der Gürtelfischer erreicht eine Körperlänge von 28 bis 35 Zentimeter. Etwa fünf Zentimeter entfallen auf den Schnabel. Die Flügelspannweite beträgt 47 bis 52 Zentimeter. Das Gewicht variiert zwischen 140 und 170 Gramm.
Der Gürtelfischer hat ein tiefblaues oder blau-graues Gefieder mit weißen Maskierungen, einem abstehenden Kamm und einem breiten weißen Halsfleck, der rund um den Nacken reicht. Gürtelfischer sind die einzige Vogelart Nordamerikas, bei denen die Weibchen auffälliger gefärbt sind als die Männchen.

## Verbreitungsgebiet

Ungefähres Verbreitungsgebiet
Nur Brutgebiet
Ganzjähriges Vorkommen
Außerhalb der Brutsaison

Er ist die einzige Eisvogel-Art, die in den nördlichen USA und in Kanada vorkommt. Das Brutgebiet ist an Inlandsgewässern oder Küsten von Alaska über Kanada bis in die USA. Diese Vögel wandern von den nördlichen Teilen ihres Verbreitungsgebietes in die südlichen USA, Mexiko, Zentralamerika, das nördliche Südamerika und auf die Westindischen Inseln. Gürtelfischer werden extrem selten auch in Island, Irland und Großbritannien gesichtet.
Die IUCN stuft die Art als nicht gefährdet (least concern) ein und den Populationstrend als stabil. Die Gesamtpopulation wird auf 1,8 Millionen adulte Tiere geschätzt.

## Lebensweise
Der Gürtelfischer lebt grundsätzlich von Fisch. Sofern dieser aber nicht in ausreichender Menge zur Verfügung steht, frisst er auch Krustentiere, Mollusken, Insekten, kleine Nagetiere und selbst Beeren.
Das Nest wird in eine Sandbank oder ein steiles Flussufer gegraben. Das Gelege besteht aus fünf bis acht Eiern. Beide Elternteile graben den Tunnel, bebrüten die Eier und füttern die Jungen.

## Belege

### Einzelbelege
1. ↑  Sale, S. 287.
2. ↑  Zeitungsbericht, https://www.theguardian.com/environment/2022/jan/05/rare-kingfisher-sighting-in-preston-draws-thousands, fünf Sichtungen seit 1908, meist in Cornwall
3. ↑  Megaceryle alcyon (LC) in der Roten Liste gefährdeter Arten der IUCN. Eingestellt von: BirdLife International, 2022. Abgerufen am 13. Juli 2023. (englisch)
4. ↑  Sale, S. 287.